# Americade
Gli Americade furono un gruppo heavy metal fondato a New York nel 1979.

## Storia
Composta inizialmente dai fratelli P.J. e Gerard de Marigny, dal bassista Nick Sadano, il gruppo pubblica il primo disco American Metal nel 1982.
Il bassista Dave Spitz sostituì Sadano si lavorò ad un secondo album intitolato Rock Hard, ma il gruppo si sciolse prima. Nel 1989 si tentò una prima volta di ricomporre la band e tempo dopo al secondo tentativo si portò alla pubblicazione del secondo album in studio Americade.com, del 1995. La formazione era composta dai fratelli Marigny, Smith e Walt Woodward III.

## Formazione

### Ultima
- P.J. de Marigny - voce (1979-1982, 1995)
- Gerard de Marigny - chitarra (1979-1982, 1989, 1995)
- Greg Smith - basso (1989, 1995) (Rainbow, Wendy O. Williams, Blue Öyster Cult)
- Walt Woodward III - batteria (1979-1982-1995) (The Scream, Shark Island)

### Ex componenti
- Nick Sadano - basso (1979-1981)
- Dave Spitz - basso (1981-1982) (Black Sabbath, Impellitteri, White Lion, Great White)
- Mark Weitz - voce (1989) (Odin, Malice, Impellitteri)
- Paul Cammarata - batteria (1989) (Michael Angelo Band)

## Discografia
- 1982 - American Metal
- 1995 - Americade.com